# تراموا تالین
تراموا تالین (انگلیسی: Trams in Tallinn) سیستم تراموا در تالین، استونی است.
این تراموا که در سال ۱۸۸۸ میلادی با نیروی حرکتی اسب پایه‌گذاری شده از سال ۱۹۲۵ برقی شده و هم‌اکنون دارای ۴ خط، ۳۳ ایستگاه و ۱۹٬۷ کیلومتر طول می‌باشد.

## نگارخانه

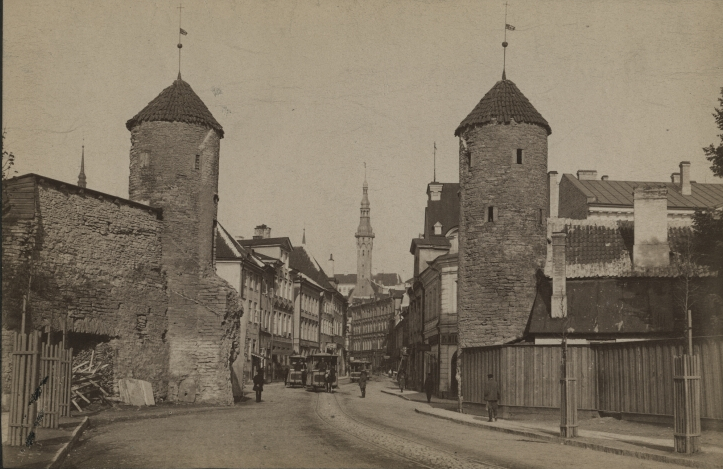
ریل تراموا در سال ۱۸۸۸
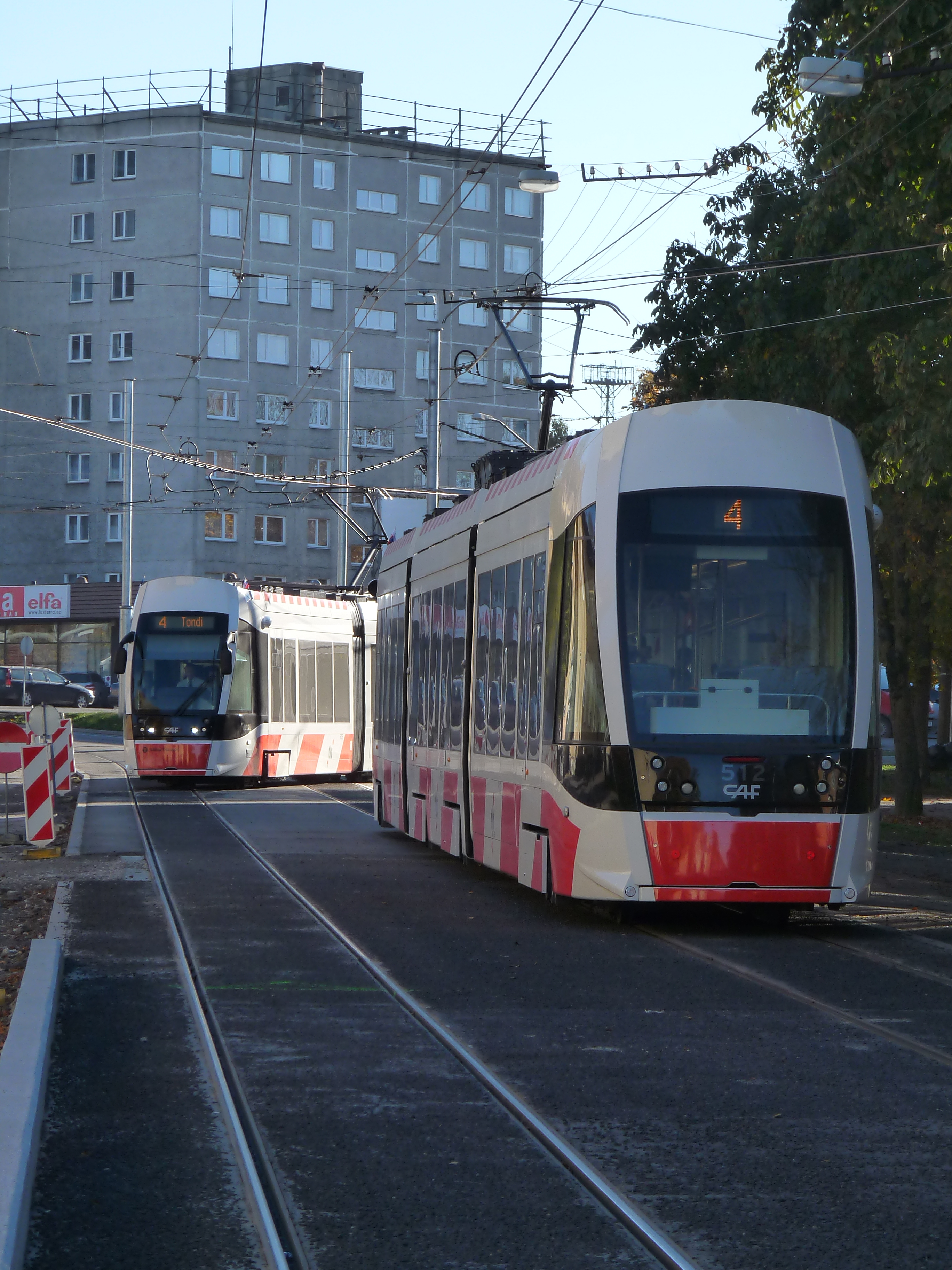
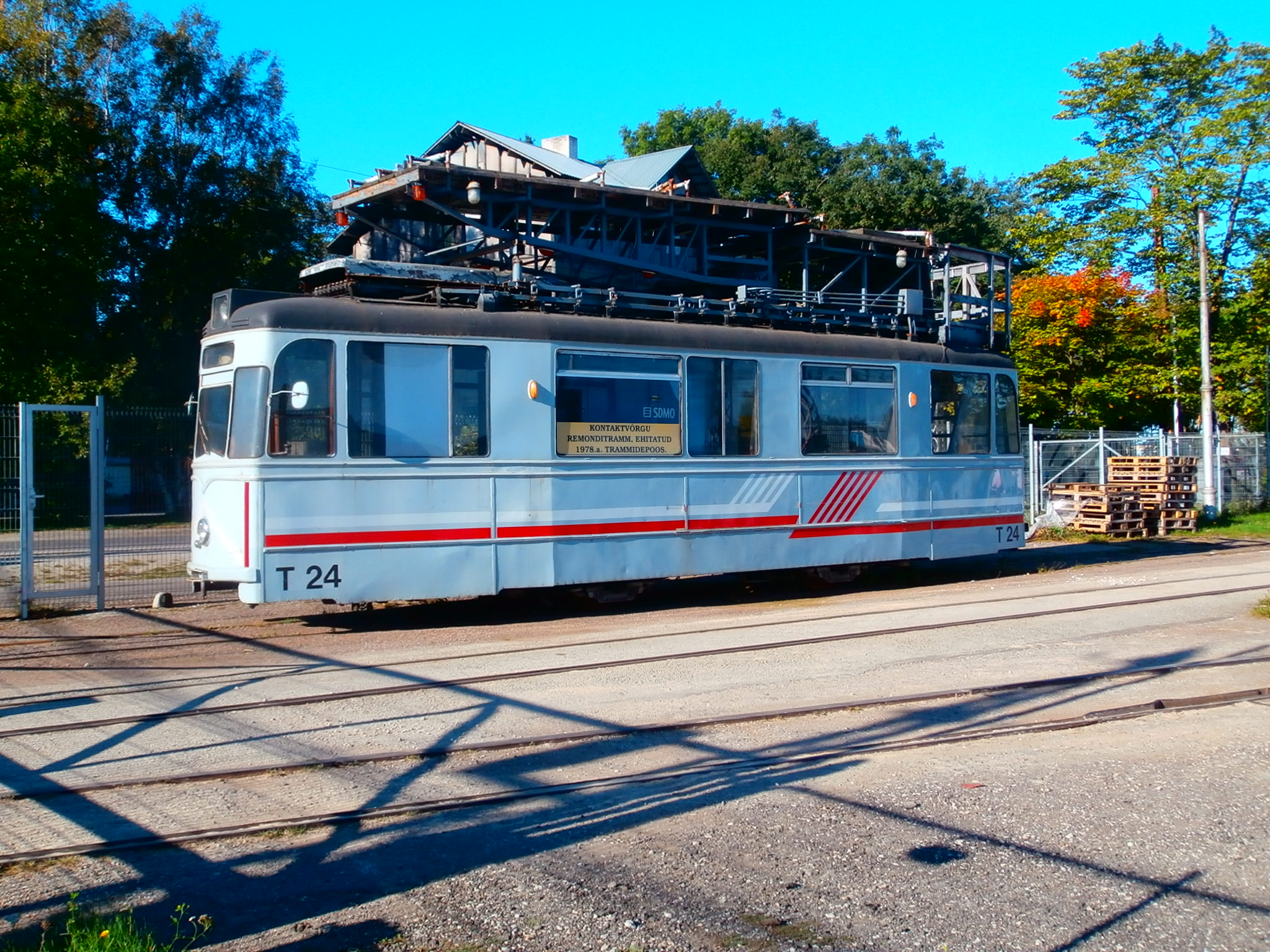
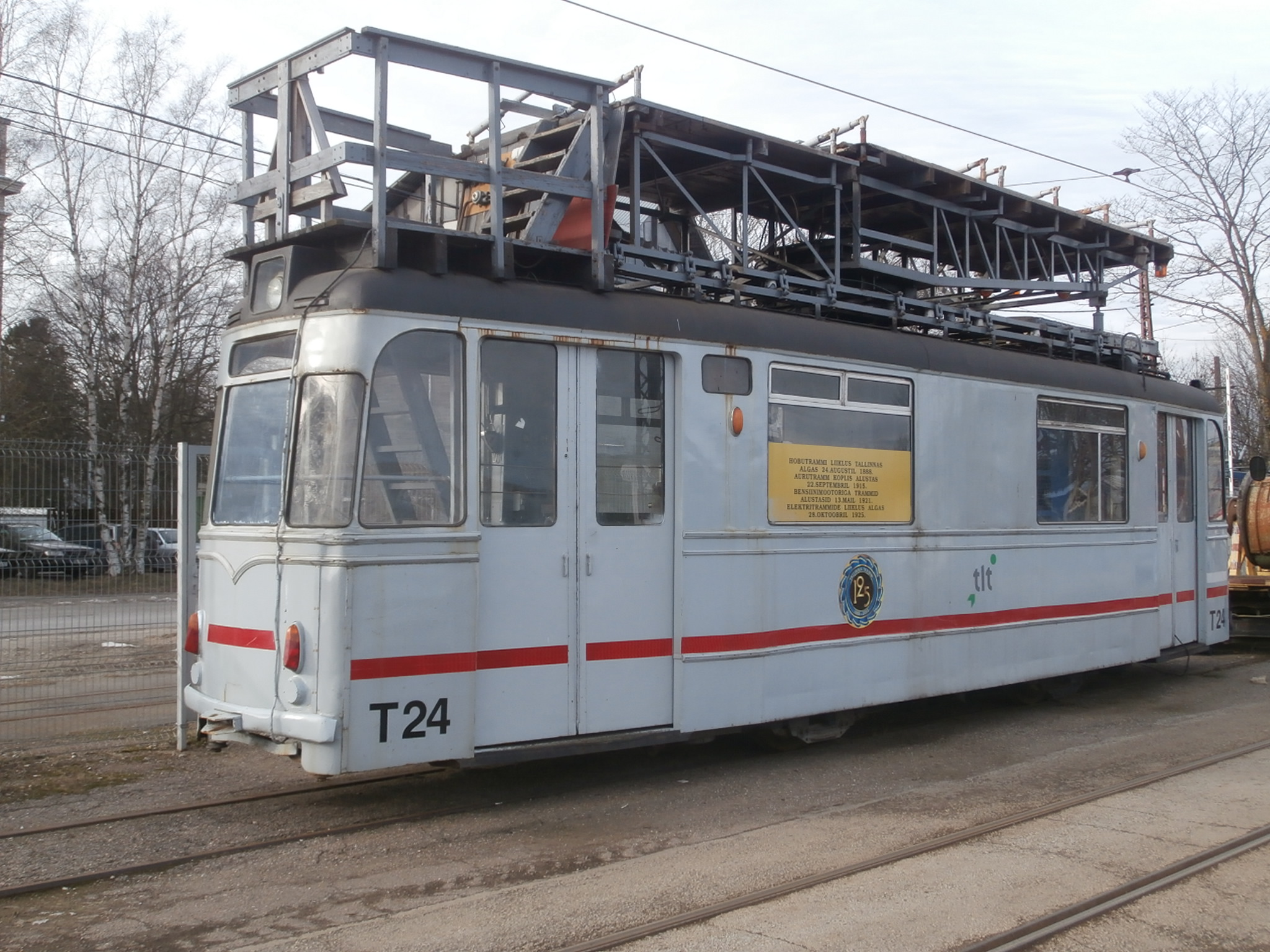
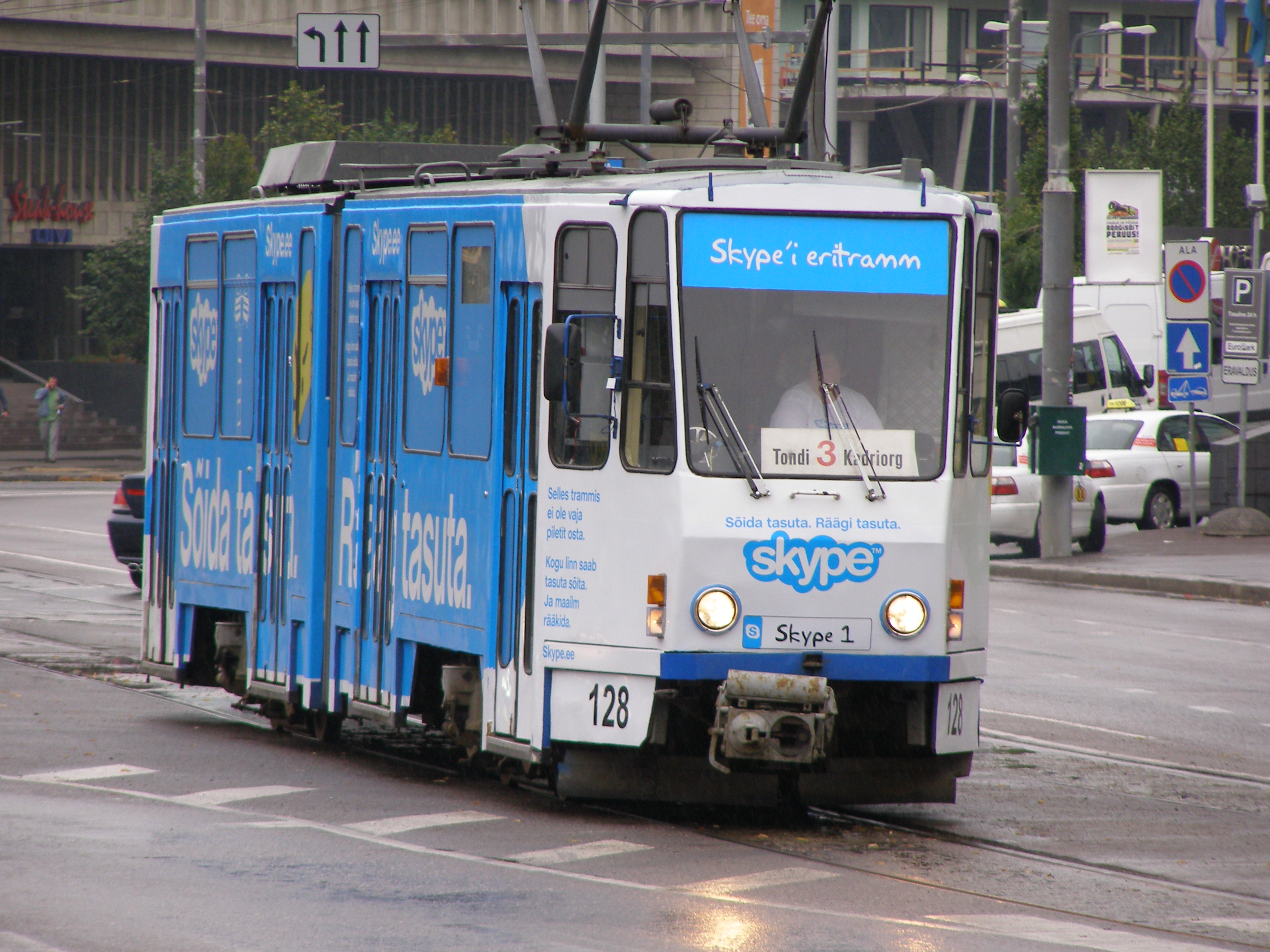
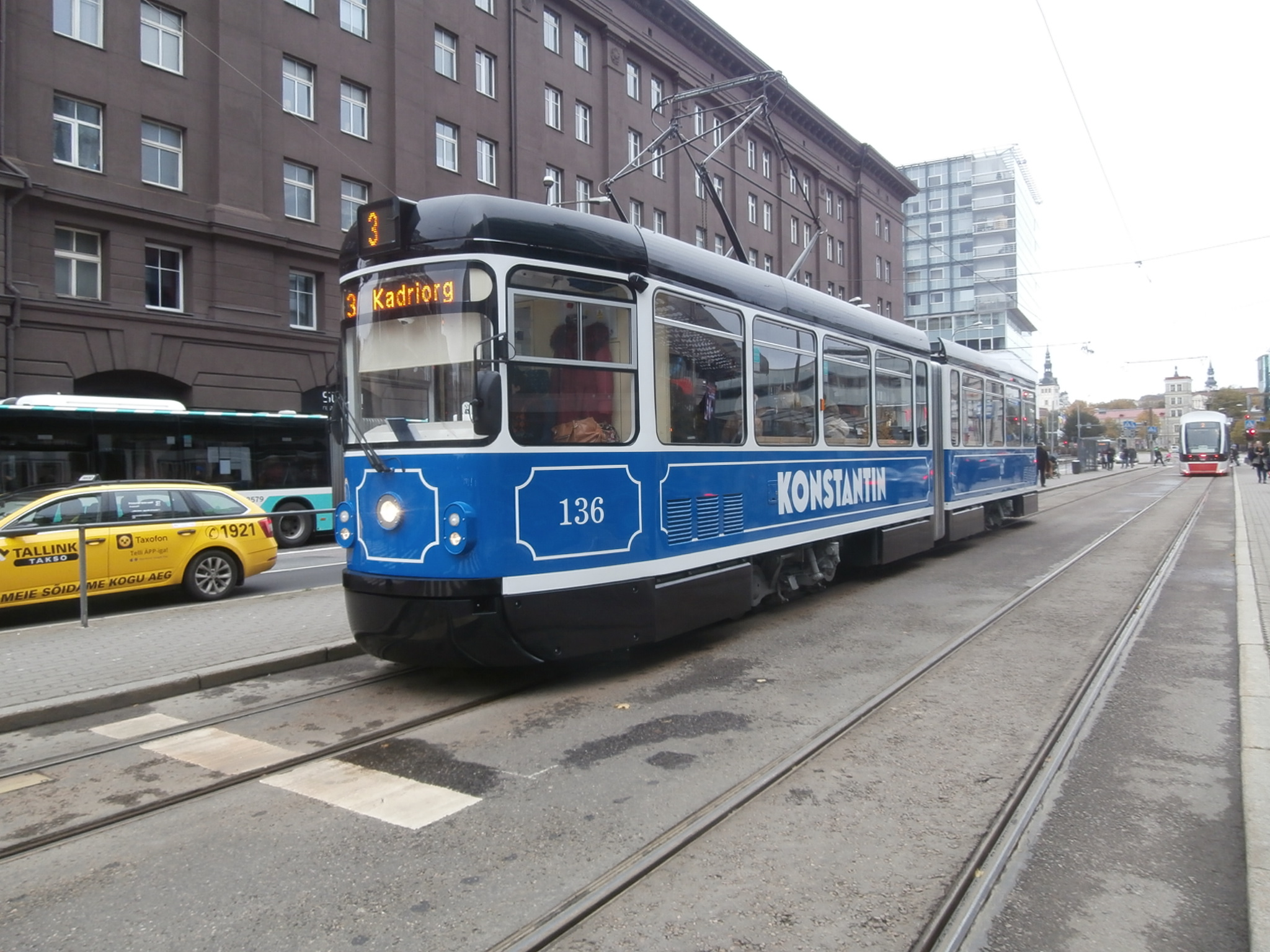
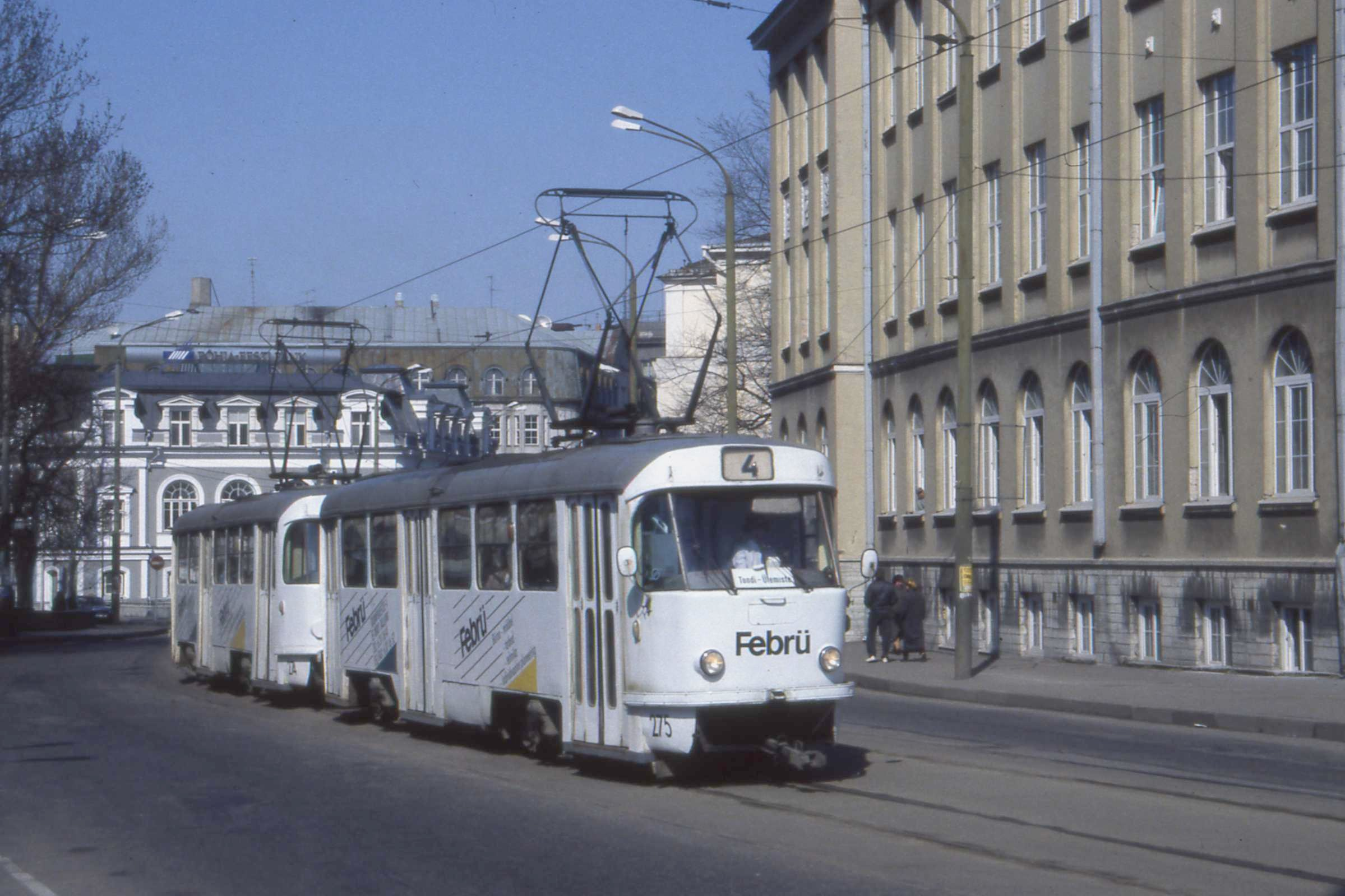
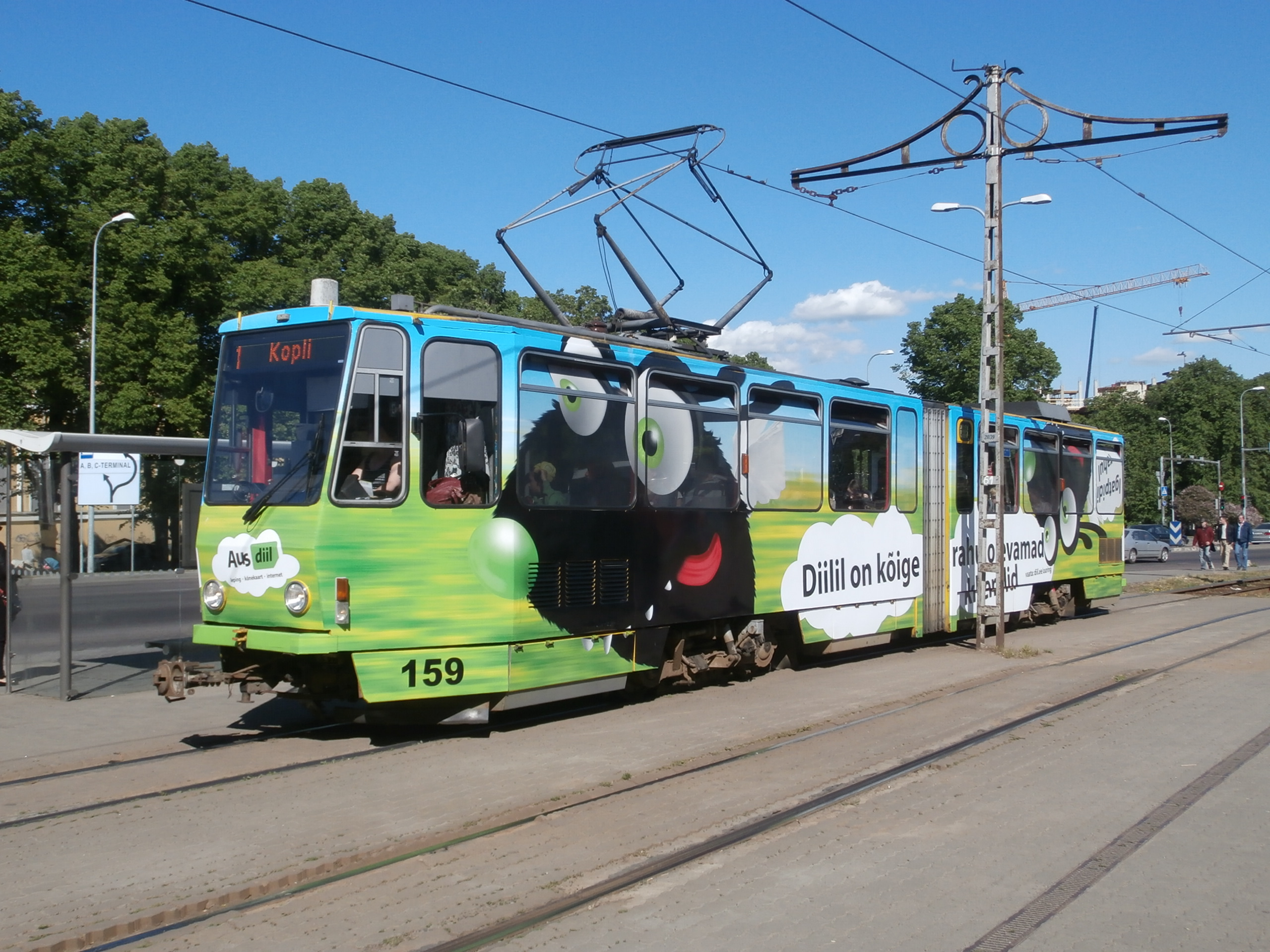